# Franciszek Rothwitz
Franciszek Rothwitz, właściwie Franz von Rothwitz (XIV wiek) – niemiecki duchowny katolicki, biskup. 
Nie wiemy nic na temat jego życia poza tym, że należał do zakonu franciszkanów. 21 sierpnia 1346 roku został mianowany przez papieża Klemensa VI biskupem  tytularnym Cantani. Następnie został skierowany do pracy duszpasterskiej w diecezji wrocławskiej, gdzie do 1362 roku pełnił funkcję biskupa pomocniczego. 